# Kathedrale von Santiago de Cuba

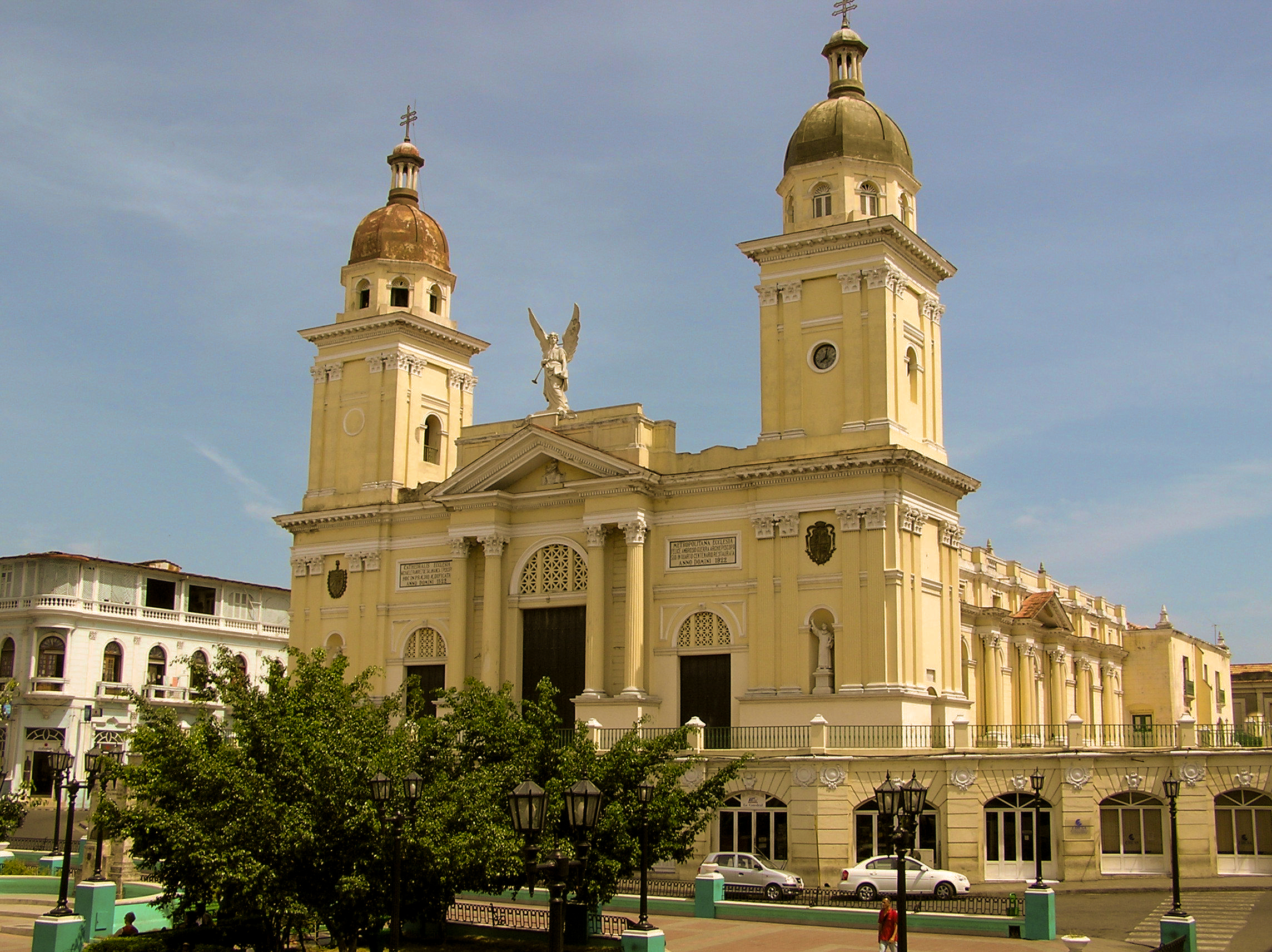
Blick auf die Kathedrale

Die Kathedrale von Santiago de Cuba oder Kathedralbasilika Mariä Himmelfahrt (spanisch Catedral Basílica de Nuestra Señora de la Asunción) ist eine römisch-katholische Kirche im Zentrum der Stadt Santiago de Cuba an der Südseite des Parque Céspedes. Sie ist als Kathedrale Sitz des Erzbistums Santiago de Cuba und trägt zusätzlich den Titel einer Basilica minor. Die Mariä Himmelfahrt gewidmete Kirche wurde seit dem 16. Jahrhundert wiederholt durch Erdbeben und Piratenplünderungen stark zerstört und in veränderter Form Anfang des 19. Jahrhunderts wiederaufgebaut.

## Vorgängerkirchen
Zu Beginn der spanischen Kolonisierung Kubas wurde 1514 die erste Kirche Santiagos auf einem Hügel erbaut und St. Catalina gewidmet. Für das 1518 gegründete Bistum wurde ab 1522 die Pfarrkirche der damaligen Hauptstadt Santiago de Cuba, genannt Eremitage von Santa Catalina, von Papst Hadrian VI. zur Kathedrale erklärt. Ein hölzerner Neubau an einem heute unbekannten Ort wurde 1526 fertiggestellt, jedoch im folgenden Jahr durch ein Feuer zerstört.
Der Bau einer ersten Kathedrale am heutigen Standort wurde 1528 unter Bischof Miguel Ramírez de Salamanca begonnen und 1555 mit dem Patronat Mariä Himmelfahrt geweiht. Bereits 1562 wurde diese steinerne Kirche durch französische Flibustier erstmals so weit zerstört, dass sie nicht mehr nutzbar war, 1586 und 1603 erneut, die Folgen des dabei gelegten Brandes konnten erst 1628 beseitigt und die Kirche wieder genutzt werden. Im Jahr 1653 wurde auf Kosten von Juan Alvarez Salgado die Hauptkapelle errichtet. Die Piraten Henry Morgan und Dolleys brandschatzten im Jahre 1662 alles bis zu den Kirchenglocken. Der Wiederaufbau der Zweiten Kathedrale begann 1672 mit dem Vermögen der Kirche von Jamaika, die in englischem Besitz war; am 24. Februar 1674 konnte die Kirche geweiht werden. Doch ein Erdbeben im gleichen Jahr beschädigte die Kirche erheblich. Durch einen Orkan und das Erdbeben von 1679 wurde die Kirche dann vollständig zerstört.
Im Jahr 1686 begann Bischof Diego Aselino de Compostela mit dem Bau eines neuen Gebäudes, das 1690 noch vor Fertigstellung geweiht wurde. Eines der heftigsten Erdbeben in Santiago de Cuba machte am 11. Juni 1766 Haupt- und Seitenschiffe zu Ruinen.
Im 18. Jahrhundert wurde die Kathedrale zum musikalischen Zentrum der Insel, was insbesondere dem Komponisten Esteban Salas y Castro zu verdanken ist.

## Heutige Kathedrale
Am 15. August 1810 wurde der Grundstein der vierten und heutigen Kathedrale von Santiago de Cuba gelegt. Sie wurde von Norden nach Süden ausgerichtet und fünfschiffig auf über 2000 Quadratmeter errichtet. Die Arbeiten dauerten acht Jahre und waren am 24. April 1818 abgeschlossen.
Das Erdbeben vom 20. August 1852 beschädigte vor allem die Seitenschiffe, diese konnten bald repariert werden. 1922 wurde die Kathedrale unter Erzbischof Felice Ambrogio Guerra Fezia vom Architekten Segrera aufwendig restauriert und erhielt die beiden Glockentürme.
1882 erhielt die Kathedrale von Papst Leo XIII. zusätzlich den Titel Basilica minor verliehen und wurde 1958 zum Nationaldenkmal Kubas erklärt. Papst Franziskus besuchte die Kathedrale am 22. September 2015.